# Мату-Гросу (плато)
Ма́ту-Гро́су (порт. Mato Grosso) — плато на северо-западе Бразильского плоскогорья, в междуречье верховьев рек Тапажос, Шингу и Парагвай. Средняя высота 500—700 м, наибольшая — 893 м. Сложено главным образом палеозойскими песчаниками, образующими крутые уступы (шапады). Климат субэкваториальный, жаркий, летневлажный. Покрыто низкодревесной саванной. Плато является родиной индейских племен Шавате.
Было исследовано и заселено в XVII веке золотоискателями. Несмотря на то, что добыча золота и других минералов до сих пор распространена, основным видом деятельности на плато является животноводство. Сеть дорог развита очень плохо.